# The Battle of Los Angeles
The Battle of Los Angeles ist das dritte Studioalbum der Crossover-Band Rage Against the Machine. Es erschien am 2. November 1999, fast genau 7 Jahre nach der Veröffentlichung ihres ersten Albums Rage Against the Machine und über 3 Jahre nach dem Erscheinen ihres zweiten Albums Evil Empire. Vor The Battle of Los Angeles veröffentlichten sie noch das Kompilationsalbum Live&Rare.

## Hintergrund
Der Albumtitel spielt auf die Unruhen in Los Angeles 1992 an, auf deren Auslöser auch der Song Killing in the Name Bezug genommen hatte.
Das Album stieg gleich auf Platz 1 der Billboard Top 200 Charts ein. Der Song Guerilla Radio war auf dem Soundtrack zu Tony Hawk’s Pro Skater 2 auf PC und stark geändert auf Nintendo 64. Das Rolling Stone Magazin listete das Album auf Rang 74 der besten Alben der 1990er Jahre. Die Time nannte es das „Beste Album 1999“. Es wurde außerdem in der Liste der 100 besten Alben 1985–2000 vom SPIN Magazin auf Platz 53 aufgeführt.
Das Album-Cover stammte ursprünglich vom Künstler Joey Krebs (Joel Jaramillo), einem bekannten Künstler aus Los Angeles, der mehrere Ausstellungen in L.A., New York und den gesamten USA hat.
Die Texte wurden u. a. von George Orwells Roman 1984 beeinflusst. In Testify, Sleep Now in the Fire und Voice of the Voiceless kommen direkte Zitate und Schlüsselwörter aus dem Buch vor.
Der Song Calm Like a Bomb ist Teil des Soundtracks von Matrix Reloaded. Für die europäischen und australischen Versionen des Albums gibt es mit No Shelter einen Bonustrack, welcher Teil des Soundtracks zum ersten US-Remake von Godzilla ist. Produzent der Videos zu Sleep Now in the Fire und Testify war Michael Moore.
2003 wurde das Album auf Platz 426 der Rolling-Stone-Liste der 500 besten Alben aller Zeiten gesetzt.

## Titelliste
1. Testify – 3:30
2. Guerrilla Radio – 3:26
3. Calm Like a Bomb – 4:58
4. Mic Check – 3:33
5. Sleep Now in the Fire – 3:25
6. Born of a Broken Man – 4:41
7. Born as Ghosts – 3:22
8. Maria – 3:48
9. Voice of the Voiceless – 2:31
10. New Millennium Homes – 3:44
11. Ashes in the Fall – 4:36
12. War Within a Breath – 3:36
13. No Shelter – 4:06 (Europäischer und Australischer Bonustrack)

## Singles
- 1998: No Shelter
- 1999: Guerrilla Radio
- 2000: Testify
- 2000: Sleep Now in the Fire
- 2000: Calm Like a Bomb

## Kommerzieller Erfolg

### Chartplatzierungen
| ChartsChartplatzierungen       | Höchstplatzierung | Wochen |
| ------------------------------ | ----------------- | ------ |
| Deutschland (GfK)              | 7 (15 Wo.)        | 15     |
| Österreich (Ö3)                | 17 (11 Wo.)       | 11     |
| Schweiz (IFPI)                 | 15 (17 Wo.)       | 17     |
| Vereinigte Staaten (Billboard) | 1 (51 Wo.)        | 51     |
| Vereinigtes Königreich (OCC)   | 23 (1 Wo.)        | 1      |

### Auszeichnungen für Musikverkäufe
| Land/Region                  | Auszeichnungen für Musikverkäufe (Land/Region, Auszeichnung, Verkäufe) | Verkäufe  |
| ---------------------------- | ---------------------------------------------------------------------- | --------- |
| Japan (RIAJ)                 | Gold                                                                   | 100.000   |
| Kanada (MC)                  | 3× Platin                                                              | 300.000   |
| Neuseeland (RMNZ)            | Platin                                                                 | 15.000    |
| Vereinigte Staaten (RIAA)    | 2× Platin                                                              | 2.000.000 |
| Vereinigtes Königreich (BPI) | Gold                                                                   | 100.000   |
| Insgesamt                    | 3× Gold · 5× Platin ·                                                  | 2.515.000 |